# Lijst van olympische medaillewinnaars atletiek (gemengd)
Atletiek is een van de sporten die op de moderne Olympische Spelen worden beoefend. Deze pagina geeft de lijst van olympische medaillewinnaars in deze sport voor de gemengde onderdelen. Tijdens de Olympische Zomerspelen 2020 in Tokio werd voor de eerste maal een gemengd onderdeel georganiseerd.

## Huidige onderdelen

### 4 x 400 m
| Editie | Goud | Goud | Zilver | Zilver                                                                              | Brons | Brons |
| ------ | ---- | --- | ------ | ----------------------------------------------------------------------------------- | ----- | --- |
| 2020   | POL  | Karol Zalewski Natalia Kaczmarek Justyna Święty-Ersetic Kajetan Duszyński Dariusz Kowaluk Iga Baumgart Małgorzata Hołub-Kowalik | DOM    | Lidio Andrés Feliz Marileidy Paulino Anabel Medina Alexander Ogando Luguelín Santos | USA   | Trevor Stewart Kendall Ellis Kaylin Whitney Vernon Norwood Elija Godwin Lynna Irby Taylor Manson Bryce Deadmon |
| 2024   | NED  | Eugene Omalla Lieke Klaver Isaya Klein Ikkink Femke Bol Cathelijn Peeters                                                       | USA    | Vernon Norwood Shamier Little Bryce Deadmon Kaylyn Brown                            | GBR   | Samuel Reardon Laviai Nielsen Alex Haydock-Wilson Amber Anning Nicole Yeargin                                  |

| Land | Goud | Zilver | Brons |
| ---- | ---- | ------ | ----- |
| NED  | 1    | 0      | 0     |
| POL  | 1    | 0      | 0     |
| USA  | 0    | 1      | 1     |
| DOM  | 0    | 1      | 0     |
| GBR  | 0    | 0      | 1     |

Meervoudige medaillewinnaars
| Succesvolste | Meervoudige                              |
| ------------ | ---------------------------------------- |
|              | 0-1-1 Vernon Norwood 0-1-1 Bryce Deadmon |

### Snelwandelen estafette
| Editie | Goud | Goud                      | Zilver | Zilver                       | Brons | Brons                        |
| ------ | ---- | ------------------------- | ------ | ---------------------------- | ----- | ---------------------------- |
| 2024   | ESP  | Álvaro Martín María Pérez | ECU    | Brian Pintado Glenda Morejón | AUS   | Rhydian Cowley Jemima Montag |

| Land | Goud | Zilver | Brons |
| ---- | ---- | ------ | ----- |
| ESP  | 1    | 0      | 0     |
| ECU  | 0    | 1      | 0     |
| AUS  | 0    | 0      | 1     |

Athene 1896 · Parijs 1900 · St. Louis 1904 · Londen 1908 · Stockholm 1912 · Antwerpen 1920 · Parijs 1924 · Amsterdam 1928 · Los Angeles 1932 · Berlijn 1936 · Londen 1948 · Helsinki 1952 · Melbourne 1956 · Rome 1960 · Tokio 1964 · Mexico-stad 1968 · München 1972 · Montréal 1976 · Moskou 1980 · Los Angeles 1984 · Seoel 1988 · Barcelona 1992 · Atlanta 1996 · Sydney 2000 · Athene 2004 · Peking 2008 · Londen 2012 · Rio de Janeiro 2016  · Tokio 2020  · Parijs 2024  · Los Angeles 2028 
Medaillewinnaars mannen · vrouwen · gemengd